# Marc Hénard
 (septembre 2016).
Marc Hénard, né à Cormenon (Loir-et-Cher) le 18 juin 1919 et mort à Avallon (Yonne) le 19 mai 1992, est un peintre, sculpteur, mosaïste, verrier, architecte et céramiste français.

## Biographie

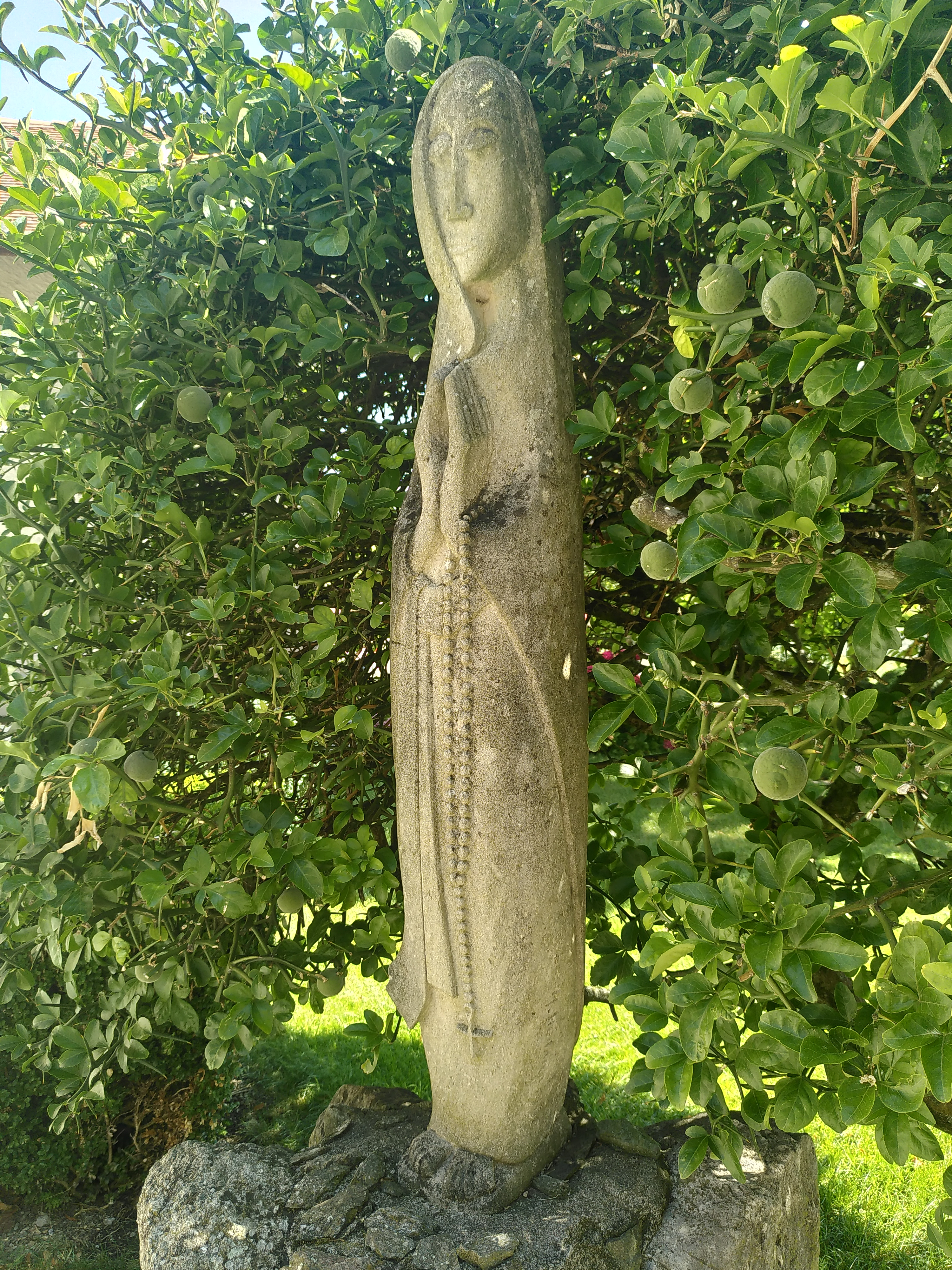
Statue de Marc Hénard à l'extérieur de l'église à Corsier, Suisse

Né au lieu-dit Le Mauvais Pas à Cormenon, Marc Hénard est le fils de Gaston Armand Albert Hénard (1888-1948) garçon livreur camionneur, et de son épouse Alice Augustine Brèche (1891-1983), ménagère. Très jeune, il s'adonne à la peinture, puis intègre l'École des beaux-arts de Paris pour y apprendre l'architecture et la sculpture.
Grièvement blessé à une jambe, par l'explosion d'une grenade dans son char en 1940, lors de la Seconde Guerre mondiale, il en restera mutilé. Devenu fonctionnaire de la Marine, il commence à partir de 1945 à exposer au Salon des Indépendants, et au Salon d'Automne.
En 1945, il épouse Christiane N., auteur de tapisseries figuratives ou abstraites.
En 1947, il est membre de l'Union des arts plastiques et devient, en 1948, l'élève d'Albert Gleizes (1881-1953) qui lui ouvre la voie de l'abstraction, la sculpture moderne et l'art sacré.
Dans les années 1950, il se rend à la demande de dom Angelico Surchamp, admirateur d'Albert Gleizes, à l'Abbaye de la Pierre-qui-Vire. Il habite la Maison Vauban à Saint-Léger-Vauban, qui fut installée en musée consacré à Sébastien Le Prestre de Vauban en 1996.
Il construit l'hôtellerie et son tympan monolithique en granit rose, il réalise les vitraux et des sculptures.

## Œuvres dans les collections publiques
En France
- Aix-les-Bains, chapelle des Hôpitaux : sept statues en pierre.
- Alligny-en-Morvan, église : tympan intérieur, 1980, cuivre martelé et oxydé.
- Arnouville-les-Gonesses : 12 statues en bois d'un mètre de haut représentant les apôtres (1957) pour la chapelle en bois qui fut remplacée en 1960 par l'église Notre-Dame-de-la-Paix.
- Avallon :
  - lycée Maurice Clavel : Menhir dans le cadre du 1 % culturel.
  - lycée Jeanne d'Arc : mobilier et aménagement de la chapelle[2].
  - chapelle des Ursulines : Statue de Jeanne d'Arc.

- Givry 89200 église ND de l'assomption, un vitrail dans le choeur

- La Brosse-Montceaux, noviciat des oblats de Marie-Immaculée : sculpture et vitraux.
- Saint-Étienne, chapelle Notre-Dame-d'Espérance : Christ en bois, 2,50 m.
- Saint-Léger-Vauban :
  - abbaye Sainte-Marie de la Pierre-qui-Vire : tympan en granit rose. Vitraux et sculptures sur les portes.
  - église Saint-Léger :
    - Saint Benoît, statue en pierre de la Porte Notre-Dame ;
    - céramique en collaboration avec Serge Jamet devant l'autel composée de 4000 carreaux de grès émaillé en 1973.
- Sermizelles : édification de la chapelle Notre-Dame d'Orient.
- Tignieu-Jameyzieu, chapelle : Calvaire en bois.
- Vézelay, basilique de Vézelay : chandelier pascal.

En Suisse

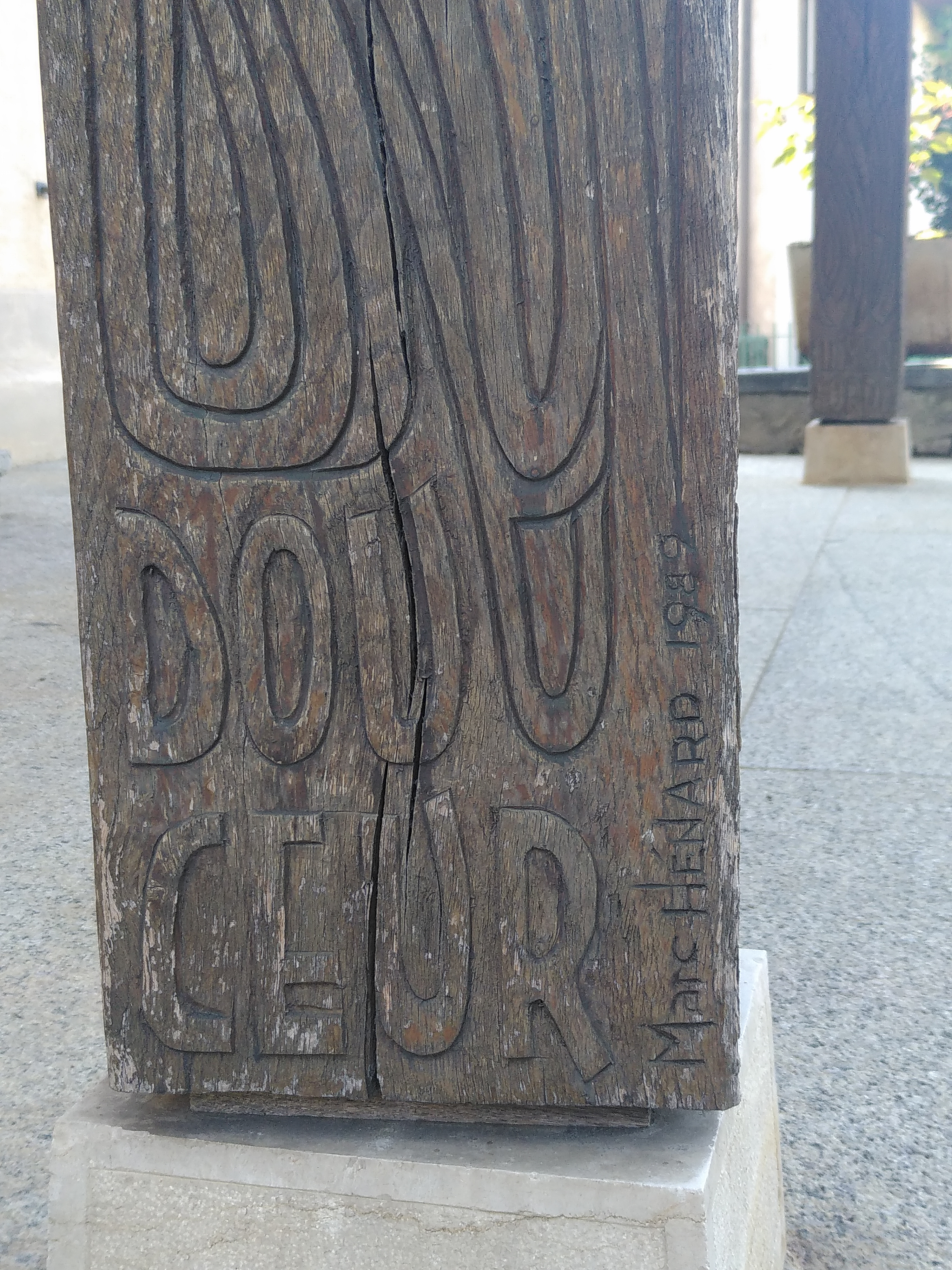
Signature de Marc Hénard et l'année 1989 sur une colonne en bois qu'il a conçue devant l'église à Corsier (Suisse).

- Corsier (Canton de Genève): l’art moderne de l’église, les vitraux[3], l’autel, le tabernacle, l’ambon, le chemin de croix, etc.[4]

## Récompenses
- 1949 : prix Hallmark.